# 16414 Le Procope
16414 Le Procope (tên chỉ định: 1987 QO5) là một tiểu hành tinh vành đai chính. Nó được phát hiện bởi Eric Walter Elst ở Đài thiên văn La Silla ở Chile ngày 25 tháng 8 năm 1987. Nó được đặt theo tên Café Procope ở Paris, France.